# Slobodan Grujić
Slobodan Grujić (ur. 24 sierpnia 1973 w Nowym Sadzie) – serbski tenisista stołowy. Członek kadry narodowej i olimpijskiej Serbii w tenisie stołowym. Zawodnik tureckiego klubu tenisa stołowego Fenerbahçe SK. Jest sponsorowany przez niemiecką firmę Andro. Obecnie najlepszy tenisista stołowy w Serbii i jeden z najlepszych zawodnik w Europie.
Dwukrotny ćwierćfinalista gry podwójnej podczas igrzysk olimpijskich w Barcelonie (1992) i Atenach (2004).
- miejsce w światowym rankingu ITTF: 105

Sprzęt:
- deska: Andro Super Core Cell Carbon OFF
- okładziny: Revolution COR(grubość podkładu: 2.1mm; po obu stronach)